# La Mussara (Vilaplana)
|  | Aquest article tracta sobre al cim de la Mussara. Vegeu-ne altres significats a «La Mussara». |

El puig de la Torre, popularment també conegut com la Mussara, és una muntanya de 1.055 metres que es troba al municipi de Vilaplana, a la comarca catalana del Baix Camp. És el punt més alt de la serra de la Mussara.
Al cim podem trobar-hi un vèrtex geodèsic (referència 262132001).